# 폴 브론스타인
폴 브론스타인(Paul Braunstein, 1971년 1월 1일 ~ )은 캐나다의 배우, 영화배우, 텔레비전 배우이다.

## 영화
- 아메리칸 행맨 (2018년)
- 직쏘 (2017년) - 라이언 역
- 지저스 헨리 크리스트 (2011년) - 닥터 건서 플라워스 역
- 더 씽 (2011년) - 그릭스 역
- 턱시도 (2002년) - 하수구 CSA 역